# Garcinia brasiliensis
El bacuparí (Garcinia gardneriana) es una especie perennifolia dioica del género Garcinia. Se la encuentra por la zona de la cuenca del Amazonas en América del Sur y produce frutos con arilos comestibles.

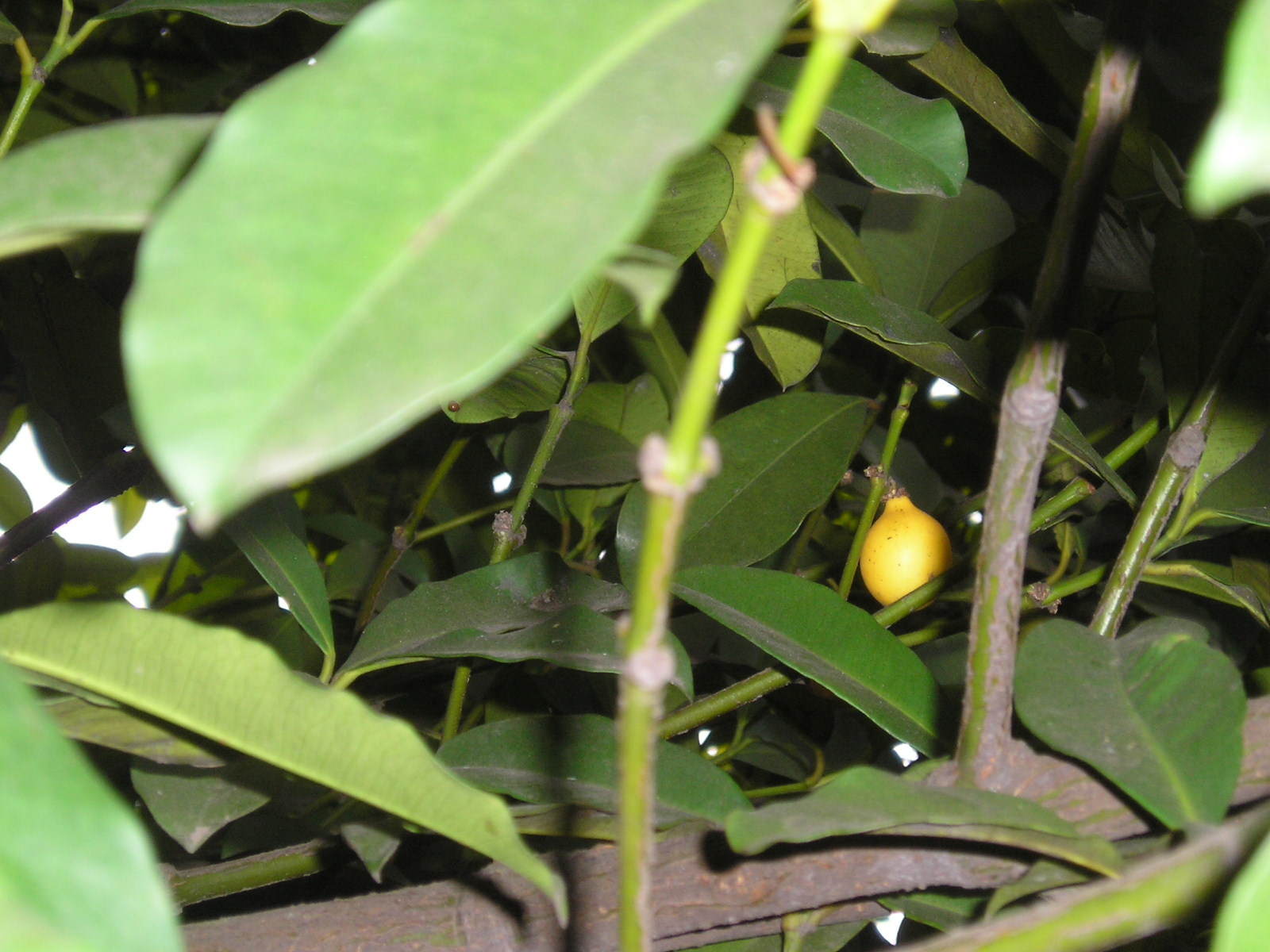
Fruto y hojas

## Propiedades
En Brasil se realizan investigaciones sobre el uso del fruto como una fuente para combatir el cáncer. En investigaciones de laboratorio se ha establecido que determinados compuestos químicos extraídos de la hojas de esta planta tienen efectos antiinflamatorios, analgésicos y antibacterianos.

## Taxonomía
Garcinia brasiliensis fue descrita por Carl Friedrich Philipp von Martius y publicado en Flora 24(2): 34. 1841.
Etimología
Garcinia: nombre genérico que fue otorgado en honor del botánico francés Laurent Garcin (1683-1752).
brasilensis: epíteto geográfico que alude a su localización en Brasil.
Sinonimia
- Garcinia brasiliensis var. parvifolia Mart.
- Garcinia gardneriana (Planch. & Triana) Zappi
- Rheedia brasiliensis (Mart.) Planch. & Triana
- Rheedia gardneriana Planch. & Triana
- Rheedia spruceana Engl.[7][8][9]